# 27280 Manettedavies
27280 Manettedavies este un asteroid din centura principală de asteroizi.

## Descriere
27280 Manettedavies este un asteroid din centura principală de asteroizi. A fost descoperit pe 4 ianuarie 2000 la Socorro, New Mexico, în cadrul proiectului LINEAR. Asteroidul prezintă o orbită caracterizată de o semiaxă mare de 2,28 ua, o excentricitate de 0,03 și o înclinație de 3,9° în raport cu ecliptica.